# Лесовое (Винницкая область)
Лесово́е (укр. Лісове́) — село на Украине, находится в Барском районе Винницкой области.
Код КОАТУУ — 0520282603. Население по переписи 2001 года составляет 548 человек. Почтовый индекс — 23061. Телефонный код — 4341.
Занимает площадь 18,45 км².

## История
- В 1945 г. Указом Президиума ВС УССР село Лесовые Берлинцы переименовано в Лесовое[1].

## Адрес местного совета
23061, Винницкая область, Барский р-н, с. Лесовое, ул. Советская